# Mohammed al-Fazari
Abu abdallah Mohammed ibn Ibrahim al-Fazari (796 of 806 - ?) تحرير محمد الفزاري was een Arabisch filosoof, wiskundige en astronoom. Hij mag niet verward worden met Ibrahim al-Fazari, ook een wiskundige en astronoom.
Terwijl sommige bronnen vermelden dat hij Arabisch is, geven andere bronnen op dat hij Perzisch was.
Al-Fazari vertaalde vele wetenschappelijke boeken in Arabisch en Perzisch. Hij wordt beschouwd als de man die als eerste ter wereld een astrolabium heeft gebouwd.
Samen met Yaqub ibn Tariq en zijn eigen vader vertaalde op verzoek van de kalief Al-Mansoer de Indische wiskundige- en astronomische tekst, de Brahmasphuta-siddhanta van Brahmagupta (7e eeuw) in het Arabisch. Dit werk was door een bezoek van de Indiase geleerde Kankah uit Ujjain bekend geraakt in Bagdad. Het resultaat was het boek Az-Zīj ‛alā Sinī al-‛Arab. Deze vertaling was mogelijk het medium waarlangs de Hindi cijfers vanuit India bekend zijn geraakt in de islamitische wereld.
'Abd al-Hamīd ibn Turk · 
Abd-al-Rahman Al Sufi · 
Abū al-Hasan ibn Alī al-Qalasādī · 
Abū Ishāq Ibrāhīm al-Zarqālī · 
Abū Kāmil Shujā ibn Aslam · 
Abu'l-Hasan al-Uqlidisi · 
Abul Wafa · 
Ahmed ibn Yusuf · 
Al-Biruni · 
Al-Chwarizmi · 
Al-Hajjāj ibn Yūsuf ibn Matar · 
Alhazen · 
Al-Jayyani · 
Al-Karaji · 
Al-Khazini · 
Al-Kindi · 
Al-Mahani · 
Al-Majrati · 
Al-Sijzi · 
Hunayn ibn Ishaq · 
Ibn al-Banna · 
Ibn Sahl · 
Ibn Tahir al-Baghdadi · 
Ibn Yahyā al-Maghribī al-Samaw'al · 
Ibrahim al-Fazari · 
Ibrahim ibn Sinan · 
Jabir ibn Aflah · 
Kushyar ibn Labban · 
Mohammed al-Fazari · 
Mohammed ibn Jābir al-Harrānī al-Battānī · 
Nasir al-Din al-Toesi · 
Sinan ibn Thabit · 
Thabit ibn Qurra · 
Ulug Bey · 
Yusuf al-Mu'taman ibn Hud